# 張保皐

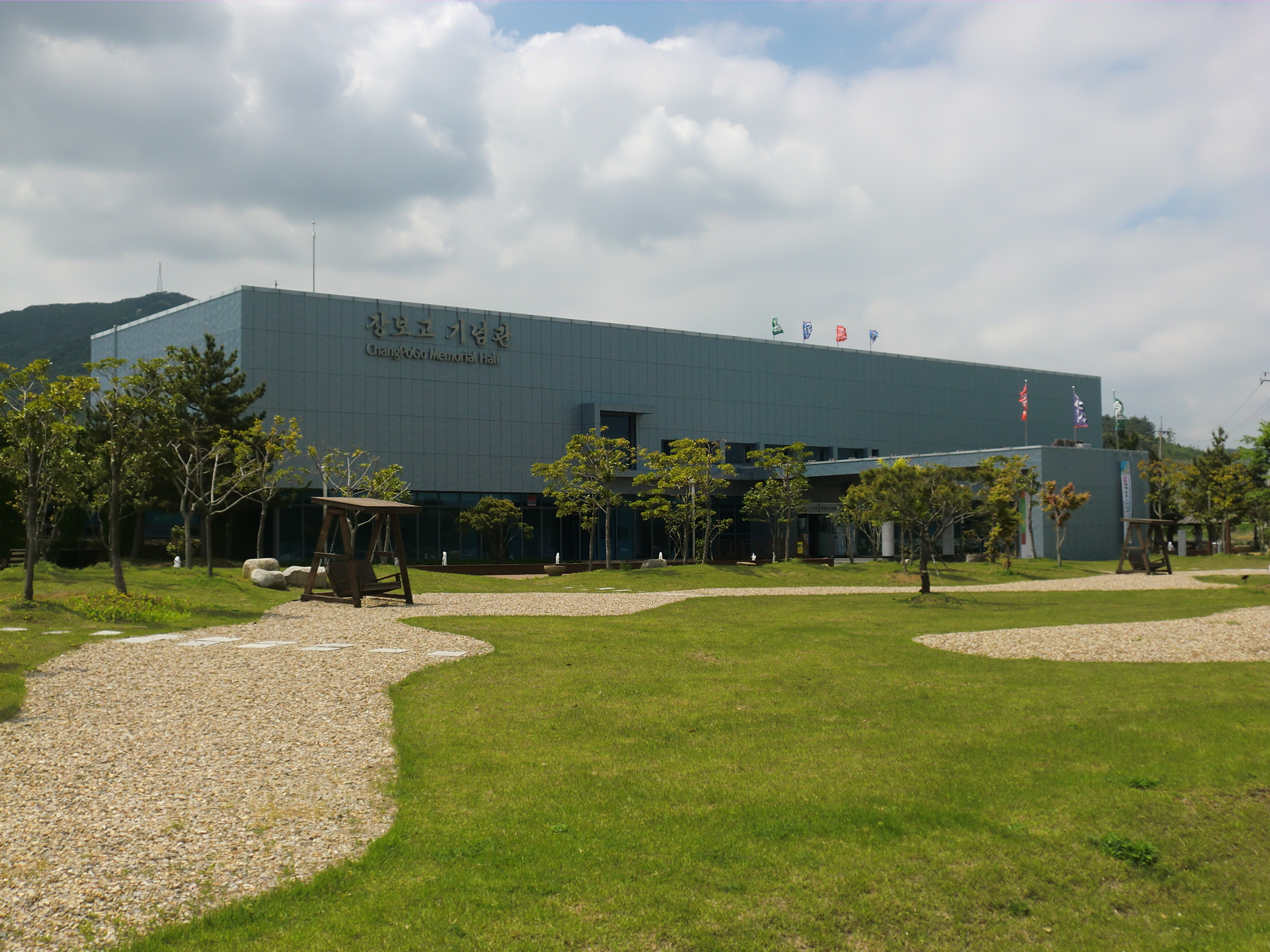
大韓民国全羅南道莞島郡・張保皐記念館

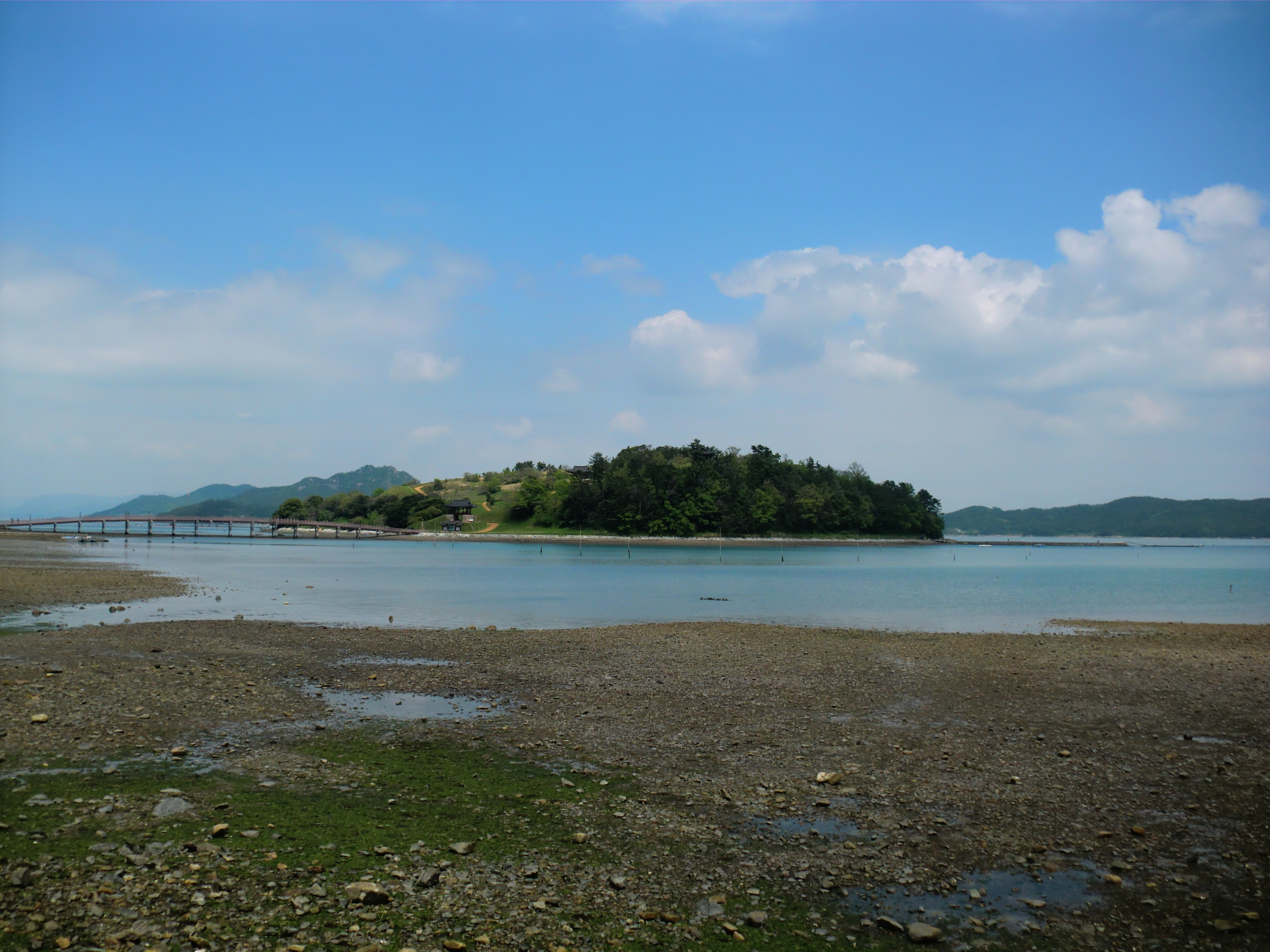
張保皐記念館から望む将島と清海鎮

張 保皐（ちょう ほこう、790年頃 - 841年）は、統一新羅時期に新羅、唐、日本にまたがる海上勢力を築いた人物。張宝高とも記される。朝鮮語でもどちらもチャン ボゴ（장 보고）と読む。張保皐とは漢名であり、本名は弓福（又は弓巴）だった。清海鎮大使から感義軍使を経て、鎮海将軍。

## 略歴
張保皐は790年頃に新羅南部の海岸地帯に生まれ、810年中国の山東半島に渡り、その地の軍閥勢力であった徐州武寧軍に入って、高句麗人出身の北方軍閥・李正己と戦った。徐州節度使配下の軍中小将の地位を得た後、828年頃に新羅に帰国し、興徳王に面会して新羅人が中国で特に海賊たちに奴隷として盛んに売買されている実情を報告し、兵1万を授けられて清海鎮大使に任命された。清海鎮は現在の全羅南道莞島郡に相当し、任務は奴隷貿易禁圧である。
張保皐は、海賊達を平定するに当たって、武力での鎮圧ではなく、奴隷貿易よりも安定して高収入が得られる海運業・造船業の仕事を与える方策を用いたといわれる。
現在の全羅南道莞島に根拠地を置いた張保皐は、新羅南部の群小海上勢力を傘下に収め、唐・日本と手広く交易活動を行い、中国沿海諸港に居住するイスラーム商人とも交易を行った。このため、その名前は日本でもよく知られるようになった。
836年に興徳王が死去すると、新羅の都・金城（慶州）では王族間の後継争いが起こり、一旦は敗れた金祐徴（後の神武王）が張保皐のもとに身を寄せてきた。張保皐は金祐徴を支援するために友軍の鄭年に5千の兵を与えて閔哀王を討ち、金祐徴は神武王として即位することができた。この功により張保皐は感義軍使に任命され、食邑2千戸を賜った。神武王は王位簒奪の成功の暁には張保皐の娘を王妃に迎えると約束していたが、即位後6ヶ月で急死した。後を継いだ文聖王は即位後直ち（839年8月）に大赦を行うとともに、張保皐の功績を称えて鎮海将軍の官位と礼服とを授けた。さらに845年3月、先王の盟約に従って張保皐の娘を王妃に迎えようとしたが、張保皐の身分が卑しいという群臣の反対によって取りやめとなり、これを恨んで張保皐は846年に反乱を起こした。文聖王は張保皐の武力を恐れて討伐を躊躇していたが、ここで閻長という剣客が彼の暗殺を請け負った。閻長は張保皐に偽装投降し、宴会の席で張保皐を暗殺した。閻長によって暗殺されたことは『三国史記』新羅本紀には文聖王8年（846年）条に見えるが、『三国遺事』紀異・神武大王閻長弓巴条には神武王代のこととしている。また、『続日本後紀』では841年11月までに死去しているとする。
承和7年12月（841年1月）に特産品の日本朝廷への献上を目的に使人を大宰府に派遣したが、他国の人臣による安易な貢進は受け入れられないとして献上品の馬の鞍を返却する命が日本の朝廷から出ている。
張保皐が暗殺された後、文聖王は851年に清海鎮を廃止した。張保皐の元部下達は、慶州の碧骨県（今の金堤）に移動させられたが、ここで再び反乱を起こした。張保皐が係わる一連の兵乱を「弓福之乱」と称することもある。死後に反逆者として扱われてきたため、張保皐に関する資料や彼の拠点は破壊されてほとんど残っておらず、残っている資料は大変貴重である。元部下達の一部は九州に移動したと見られている。

## 『新唐書』新羅伝・『三国史記』列伝における評価
『新唐書』巻220・新羅伝では、張保皐と鄭年とが元々知己であったこと、ともに唐で武寧軍少将となったことを伝える。張保皐が先に新羅に帰って高い官位（清海鎮大使）を得た後に、職を去って餓え凍えていた鄭年が張保皐を頼っていったときに暖かくこれを迎えたこと、歓迎の宴の最中に閔哀王が殺されて国都が混乱していることを聞くや、張保皐が鄭年に兵5千を与えて「あなた（鄭年）でなくては、この禍難を収めることはできないだろう」といい、反乱者を討たせて新王を立てたこと、新王によって張保皐は宰相に取り立てられたこと、代わりに鄭年が清海鎮大使を継いだこと、を記している。さらに続けて、杜牧が張保皐・鄭年の交わりを安禄山の乱における郭汾陽（郭子儀）・李臨淮（李光弼）の交わりに見立てて仁義の人であると賞賛したことを伝え、『新唐書』の列伝を編纂した宋祁の評として、国難の時期に義の心を持って国家の憂患を第一に考えた人として春秋時代の晋国の祁奚、唐代の郭汾陽・張保皐を挙げ、「誰が東夷に優れた人物がいないと言えるのだろうか」と称えている。（原文：嗟乎、不以怨毒相槊、而先国家之憂、晋有祁奚、唐有汾陽・保皐、孰謂夷無人哉。）
『三国史記』の編者の金富軾は、新羅の伝記（新羅本紀に基づく記事、上記）とは食い違っていることを明記したうえで、『新唐書』新羅伝の記述をほぼ引用した形で巻44・張保皐伝を記しており、張保皐の評価を支持している。また、巻43・金庾信伝下においても、新羅の三国統一を果たした金庾信の功績を図抜けたものとしながらも、乙支文徳の知略と張保皐の武勇とをともに顕彰している。

## 慈覚大師円仁の求法の旅を支援
9世紀前半、山東半島の港町・赤山（当時多くの新羅商人が居留するところとなっていた）に赤山法華院を寄進するとともに、短期で帰国しなければならなかった入唐請益僧円仁の長期不法在唐を実現（不法在留を決意した円仁のために地方役人と交渉して公験（旅行許可証）下付を取り付ける）したのを始め、円仁の9年6ヶ月の求法の旅を物心両面にわたって支援した。円仁の日本帰国時には張保皐自身はすでに暗殺されていたが、麾下の将張詠が円仁の帰国実現に尽力した。円仁の『入唐求法巡礼行記』には、直接会ってはいないが、張宝高の名前が数箇所登場している。
- 京都の「赤山禅院」は円仁の弟子が円仁の志を継いで新羅人の神を祭るために888年（仁和4年）に建てたものである[5]。
- 円仁は五台山の一つ北台叶斗峰（3058メートル）に登頂した際に手に入れた香木で文殊像を造り、帰国実現ののち861年（貞観3年）10月、延暦寺に文殊楼を建立（織田信長の比叡山焼き討ちで焼亡。現在の文殊楼は再建したもの）したが、この円仁の延暦寺文殊楼脇には「清海鎮大使張保皐碑[6]」が建てられている。

## 張保皐を扱った作品
- 金重明『皐の民』　講談社、2000年　ISBN 4062100509
- アニメーション「冒険王張保皐」 - ソウルムービー（2002年）

張保皐の一生を扱った教育用フラッシュアニメーション
- 『海の伝説 張保皐』（原題：바다의 전설 장보고 / Badaui Jeonseol Jangbogo 、英名：The legend of blue ）- ソウルムービー(SEOUL MOVIE) 制作（2002年）

張保皐をモデルにした主人公「チャン ボゴ」と 乗艦する潜水艦「SEA DRAGON」の活躍を描く全26話 の海洋冒険アクションテレビアニメシリーズ。
- ドラマ「海神」 - KBSテレビ（2004年）

## 張保皐の名のついた艦船
- 韓国海軍チャン・ボゴ級潜水艦　韓国海軍のドイツ製209型潜水艦の一番艦は「張保皐」といい、全部で9隻ある同型艦はチャン・ボゴ級と呼ばれている。